# Czcibor
Czcibor (także: Ścibor, Zdziebor, Cidebur , zm. po 24 czerwca 972) – syn Siemomysła, księcia Polan i bliżej nieznanej matki, brat Mieszka I.
Istnienie Czcibora jest poświadczone tylko dzięki relacji Thietmara z Merseburga, według której miał dowodzić wraz z bratem Mieszkiem w bitwie pod Cedynią oraz zwyciężyć 24 czerwca 972 margrabiego Marchii Łużyckiej Hodona i grafa Zygfryda von Walbeck. Brak większych informacji na temat Czcibora w źródłach spowodował, że większość ustaleń na temat tej postaci pozostaje w sferze naukowych hipotez.

## Życiorys
Czcibor był synem władcy plemienia Polan Siemomysła, wzmiankowanego w Kronice polskiej autorstwa Galla Anonima. Poświadcza o tym pośrednio Thietmar, nazywając Czcibora bratem Mieszka I. Do grona braci Czcibora należał również nieznany z imienia książę poległy w czasie walk z hrabią Wichmanem. Na podstawie kolejności występowania w źródłach Czcibor jest uznawany umownie za trzeciego syna Siemomysła po Mieszku i nieznanym z imienia. Dawniej za jego rodzeństwo uchodzili również Prokuj i Adelajda Biała Knegini. Obecnie jednak uznaje się Prokuja za brata księżniczki Sarolty, a Adelajdę za postać fikcyjną. Matka Czcibora nie jest znana. Zdaniem części badaczy mogła być księżniczką serbołużycką, gdyż imię Czcibor jest charakterystyczne dla tamtejszych obszarów. Prawdopodobnie matka Czcibora nie była jedyną żoną jego ojca.
Obszar panowania Czcibora również budzi pewne sprzeczności w literaturze historycznej. Zapewne był jednym z książąt panującym na terenie Polski. Obecnie często przypisuje mu się Pomorze jako miejsce rządów, uważając Czcibora za jednego z tamtejszych namiestników.
Czcibor pojawia się tylko w jednej wzmiance źródłowej. Jak podaje kronika Thietmari merseburgiensis episcopi chronicon Thietmara z Merseburga Czcibor wraz z bratem Mieszkiem dowodził w bitwie pod Cedynią. Z pomocą brata rozgromił wojska margrabiego Marchii Łużyckiej Hodona i grafa Zygfryda von Walbeck, zabijając wszystkich najlepszych rycerzy niemieckich z wyjątkiem ważniejszych grafów.
Nieznane są jego dalsze losy. Brak informacji o jego śmierci w trakcie bitwy sugeruje, że zmarł on po 24 czerwca 972, kiedy to rozegrała się owa bitwa. Brak danych na temat życia prywatnego Czcibora; nie wiadomo nic o jego ewentualnej żonie, jak i potomstwie.

## Genealogia
| Lestek ur. ? zm. 930/940 (?) | Lestek ur. ? zm. 930/940 (?) |                                   |                                   | NN ur. ? zm. ? | NN ur. ? zm. ? |  |  | NN ur. ? zm. ? | NN ur. ? zm. ? |                                                    |                                                    | NN ur. ? zm. ? | NN ur. ? zm. ? |
|                              |                              |                                   |                                   |                |                |  |  |                |                |                                                    |                                                    |                |                |
|                              |                              |                                   |                                   |                |                |  |  |                |                |                                                    |                                                    |                |                |
|                              |                              | Siemomysł ur. IX/X w. zm. 950–960 | Siemomysł ur. IX/X w. zm. 950–960 |                |                |  |  |                |                | NN ur. ? zm. ? (być może księżniczka serbołużycka) | NN ur. ? zm. ? (być może księżniczka serbołużycka) |                |                |
|                              |                              |                                   |                                   |                |                |  |  |                |                |                                                    |                                                    |                |                |
|                              |                              |                                   |                                   |                |                |  |  |                |                |                                                    |                                                    |                |                |
|                              |                              |                                   |                                   |                |                |  |  |                |                |                                                    |                                                    |                |                |

|  |  |  |  | Czcibor (ur. ?, zm. po 24 VI 972) |  |  |  |  |  |
|  |  |  |  |                                   |  |  |  |  |  |
|  |  |  |  |                                   |  |  |  |  |  |

## Odniesienia w kulturze
Postać Czcibora pojawiła się w powieściach: Lubonie Józefa Ignacego Kraszewskiego, Dzikowy skarb Karola Bunscha oraz Dagome iudex Zbigniewa Nienackiego. W filmie Gniazdo w reżyserii Jana Rybkowskiego w postać Czcibora wcielił się Marek Bargiełowski.

## Upamiętnienie
Postać Czcibora została upamiętniona w licznych budowlach i ośrodkach kulturalnych, między innymi:
- od 26 maja 1946 Uczniowski Klub Sportowy „Czcibor Cedynia”[16],
- od 1959[17] Góra Czcibora – wzniesienie morenowe o wysokości 54,5 m n.p.m., odległe 4 km od Cedyni, zwieńczone od 24 czerwca 1972 15-metrowym Pomnikiem polskiego zwycięstwa nad Odrą autorstwa Czesława Wronki i Stanisława Biżka oraz tarasem widokowym[potrzebny przypis], do których prowadzą 270-stopniowe, kamienne schody[18], nazwane tak po odkryciu przez archeologa Władysława Filipowiaka w jej pobliżu palenisk datowanych na lata 920–970, mogących służyć wojom Czcibora[19],
- od 1964 Szkoła Podstawowa im. Czcibora w Lubiechowie Dolnym, istniejąca do 2000[20],
- Koło im. Czcibora Związku Bojowników o Wolność i Demokrację, a następnie Związku Kombatantów Rzeczypospolitej Polskiej i Byłych Więźniów Politycznych, z siedzibą w Szczecinie, przy ul. Krasickiego 6[21],
- od 1997 para pociągów pospiesznych[potrzebny przypis] relacji Wrocław Główny–Szczecin Główny (–Świnoujście), kursujący do 13 grudnia 2006, przejeżdżający kilkadziesiąt km od miejsca bitwy pod Cedynią; w ostatnim rozkładzie kursowania 2005/2006 w jednym kierunku pociągowi wyjątkowo nadano nazwę „Czcibór”;
- od 2006 – Osiedle Czcibora w Szczecinie[22],
- Rodzinny Ogród Działkowy im. Czcibora w Dębnie[23],
- ulice w miejscowościach: Chojna, Łobez, Łódź, Mieszkowice i Szczecin,
- miód pitny trójniak Czcibor.

Tablice upamiętniające jego postać znajdują się:
- na szkole podstawowej w Lubiechowie Dolnym,
- na pomniku na Górze Czcibora, o treści w języku polskim, rosyjskim, angielskim i niemieckim:

W 1000-lecie zwycięskiej bitwy pod Cedynią stoczonej w obronie ziem polskich nad Odrą i Bałtykiem przez Mieszka I i jego brata Czcibora z wojskami margrabiego Hodona pomnik ten zbudowano. Czerwiec 1972 r.

### Źródła
- Diethmar von Merseburg, Kronika Thietmara, Marian Zygmunt Jedlicki (tłum.), Krzysztof Ożóg, Kraków: Towarzystwo Autorów i Wydawców Prac Naukowych „Universitas”, 2005, s. 32–33, ISBN 83-242-0499-7, OCLC 750031586.

### Opracowania
- Oswald Balzer, Genealogia Piastów, Jan Tęgowski, Kraków: Wydawnictwo Avalon, 2005, s. 44, 56–57, ISBN 83-918497-0-8, OCLC 836274542.
- Jacek Hertel, Imiennictwo dynastii piastowskiej we wczesnym średniowieczu, Warszawa–Poznań: Państwowe Wydawnictwo Naukowe, 1980, ISBN 83-010166-2-0. Brak numerów stron w książce
- Kazimierz Jasiński, Rodowód pierwszych Piastów, Tomasz Jurek, Poznań: Wydawnictwo Poznańskiego Towarzystwa Przyjaciół Nauk, 2004, s. 71, ISBN 83-7063-409-5, OCLC 749281671.
- Edward Rymar, Rodowód książąt pomorskich, Szczecin: Książnica Pomorska, 2005, s. 40–41, 52, 58, 65, 67, ISBN 83-87879-50-9, OCLC 69296056.